# Prieuré Sainte-Bathilde de Vanves
Le prieuré Sainte-Bathilde est un prieuré bénédictin situé rue d'Issy à Vanves dans le département des Hauts-de-Seine,.

## Histoire
Construit en 1934, c'est le premier monastère des Bénédictines de sainte Bathilde, ordre fondé en 1921 par Mère Marguerite Waddington-Delmas (de).
L’orgue a été inauguré en 1944 par Marcel Dupré.

## Architecture
Il a été réalisé par les architectes Joseph Philippe et Dom Bellot.